# Komla Agbeli Gbedemah
Komla Agbeli Gbedemah, conosciuto come Afro Gbede (17 giugno 1912 – 8 settembre 1998), è stato un politico ghanese.

## Biografia
Ministro delle finanze nel primo governo del Ghana indipendente, sorretto da Kwame Nkrumah, fonda nel 1969 il National Alliance of Liberals, partito ghanese che viene sciolto nel 1972. 
Il 10 ottobre 1957, durante un viaggio negli Stati Uniti d'America è protagonista di un atto di discriminazione razziale, venendo allontanato da un ristorante in Delaware. L'atto condannato a livello internazionale induce il presidente Dwight D. Eisenhower a porgere scuse ufficiali.